# Watch Out!
Albums de Alexisonfire
Alexisonfire
(2002) Crisis
(2006)
Watch Out! est le second album d'Alexisonfire publié le 29 juin 2004 sous l'étiquette Distort Entertainment. La couverture de l'album a été dessiné par Justin Winstanley, un tatoueur qui a produit plusieurs des tatouages de Dallas Green, et est inspiré des paroles de That Girl Possessed.

## Liste des morceaux
1. Accidents – 4:09
2. Control – 3:43
3. It Was Fear of Myself That Made Me Odd – 3:55
4. Side Walk When She Walks – 4:22
5. "Hey, It's Your Funeral Mama" – 4:22
6. No Transitory – 3:16
7. Sharks and Danger – 4:39
8. That Girl Possessed – 3:26
9. White Devil – 3:35
10. Get Fighted – 3:05
11. Happiness By the Kilowatt – 5:12